# Martuni (wieś)
Martuni – wieś w Armenii, w prowincji Gegharkunik. W 2011 roku liczyła 500 mieszkańców.